# 撒菱
撒菱（まきびし）とは、忍者が用いる道具のひとつである。逃げる途中にばら撒くことで追手に怪我を負わせる、またはそれを踏まないようにするために追手の速度を落とさせる効果がある。撒蔆、撒き菱とも表記される。

## 概要

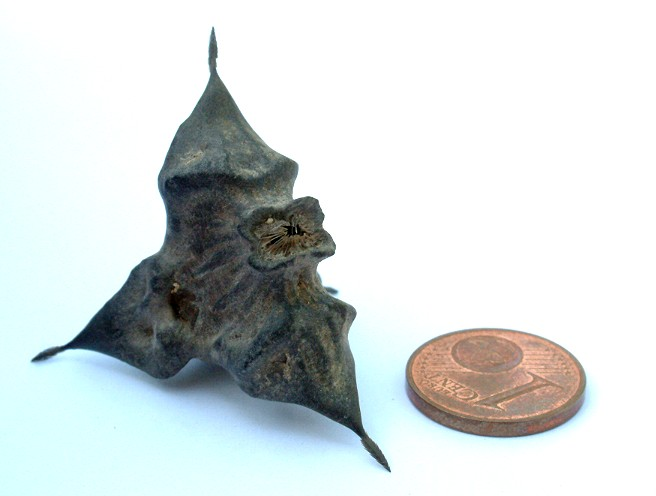
オニビシの実
（右の1セント硬貨は比較用）

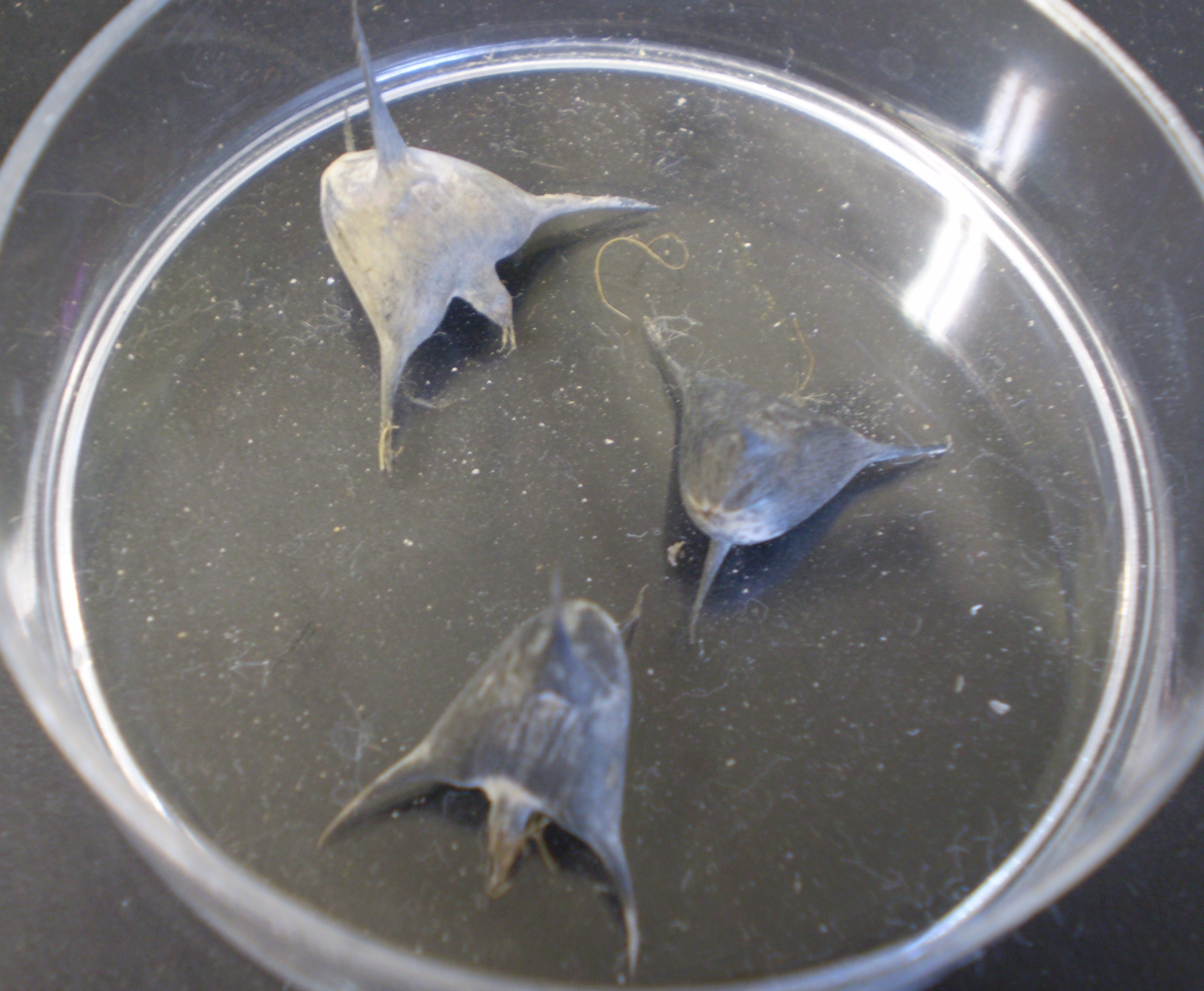
ヒメビシの実

もともとは水草であるオニビシやヒメビシの実を乾かしたものを使用した。菱の実、あるいはそれを模したものも三角錐の形状をしており、基本的にどのように置かれても、刺が上を向くようになり、追っ手の足を傷つけるように出来ている。木や竹から削りだした物もある。前近代の日本では藁製のわらじの着用が軍装においても一般的であったため、木質のものや正四面体程度の頂点角のものであっても歩行を困難にすることができる。
鉄製のものをイメージしがちだが、使い捨ての道具としては重く、かつ、高価で持ち運びに不便なので、個人の使用には向かない。手で持てる量にも当然限度があり、逃亡の際に用いるには実用性が低い。決めておいた逃亡用の道に予めばらまいておき、使用者はすり足で走り抜け、それに気づかない追手は踏んでしまうことを利用した戦法が実用的である。
菱の実を使用するものは天然菱、木製のものは木菱、鉄製のものは鉄菱と呼ばれる。八王子城では、土製で素焼きの撒菱と思われるものが出土している。
持ち運びの際には竹筒に入れるのが一般的である。こうしておくと振り付けるようにして敵の顔面に投げつけ、武器として使うことも可能であった。

## 海外の類似の兵器と事例
西洋では1世紀ごろからカルトロップ（Caltrop）と呼ばれる同様の道具があり、騎兵や戦象の突進を鈍らせる為に使用された。中国にも蒺藜と呼ばれる道具がある。アメリカ軍では変種が多数作られ、敵車両のタイヤの空気を効率良く抜くためパイプを加工したもの等が作られた。
朝鮮戦争時にアメリカ軍が使用した。第二次世界大戦時には、ドイツ軍が敵空軍基地を利用不能にするために空中散布できるようにした。
ベトナム戦争時に南ベトナム解放民族戦線は、木の板に多数のスパイク（釘）を刺したものを使っている。